# Acantharachne milloti
Acantharachne milloti là một loài nhện trong họ Araneidae.
Loài này thuộc chi Acantharachne. Acantharachne milloti được M. Emerit miêu tả năm 2000.